# MS Finnbirch
MS Finnbirch – szwedzki statek typu RORO wybudowany jako MS Stena Prosper.
Statek został zbudowany w stoczni Hyundai Heavy Industries w Korei Południowej i 23 marca 1978 dostarczony armatorowi Stena RoRo. W 1988 został sprzedany fińskiej firmie Rettig, a następnie w 1995 Bore Line. Od 1999 właścicielem statku oraz siostrzanej jednostki MS Finnforest była Lindholm Shipping–Strömma Turism & Sjöfart.
Zatonął 1 listopada 2006 podczas huraganu Britta na Morzu Bałtyckim u wschodnich wybrzeży Szwecji, pomiędzy wyspami Gotlandia i Olandia po tym, jak przechylił się i leżąc na lewej burcie bezwładnie dryfował. O godzinie 19:37 zniknął z radarów. W momencie zatonięcia na pokładzie znajdowało się 14 osób załogi, 4 Szwedów i 10 Filipińczyków. Z wody wydobyto 13 osób – jedna z nich zmarła po przewiezieniu do szpitala. 22 listopada przy pomocy zdalnie sterowanego urządzenia do badań podwodnych znaleziono we wraku i wydobyto zwłoki czternastej osoby. W momencie zatonięcia, podobnie jak MS Finnforest, był wyczarterowany fińskiej firmie Finnlines. 
Wrak statku spoczywa na głębokości 83–86 m na pozycji 56°45′03″N 17°15′06″E.